# 镐嘴秧鸡

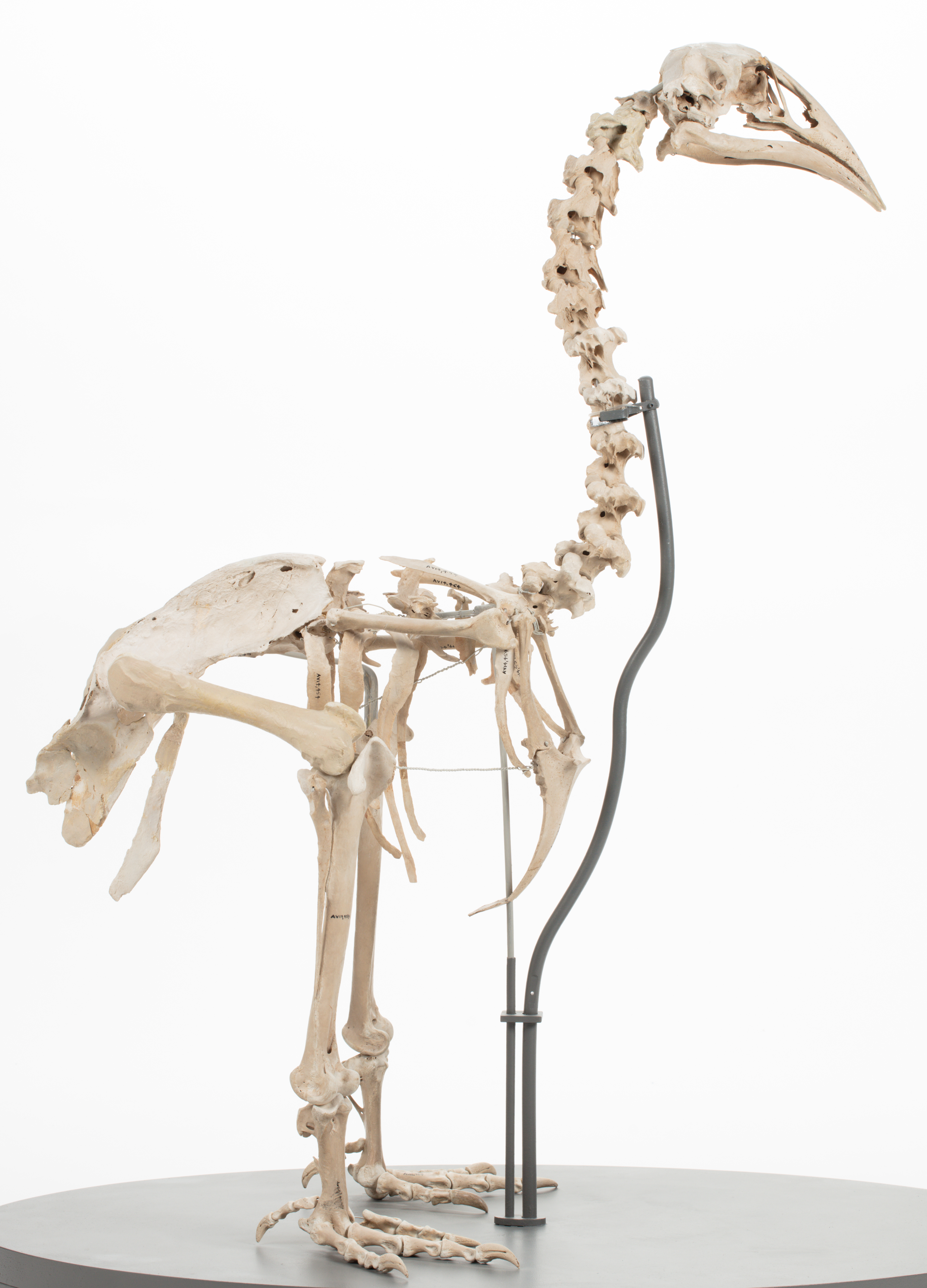
奥克兰博物馆的南岛镐嘴秧鸡骨骼

镐嘴秧鸡属（学名：Aptornis）是一个已灭绝的属，其下有两种关系较近的鸟类，北岛镐嘴秧鸡（Aptornis otidiformis）和南岛镐嘴秧鸡（Aptornis defossor），这两个物种均在人类到达后灭绝；其下还有一个发现于中新世的化石种，原镐嘴秧鸡（Aptornis proasciarostratus），三个物种都只发现于新西兰。

## 分类
目前研究人员将镐嘴秧鸡视为鹤形目的成员。此外，还有研究建议将其视为鸡雁小纲的近亲。当其第一次被发现时，这种鸟被视为尤其是小型恐鸟的古颚类。还有形态学和DNA测序研究将其视为鹭鹤 或喇叭鸟或近或远的近亲。而现在通常认为，镐嘴秧鸡与鹭鹤的相似属于趋同演化，而鹭鹤实际上是日鳽的近亲，两者与鹤形目的关系并不算太近。

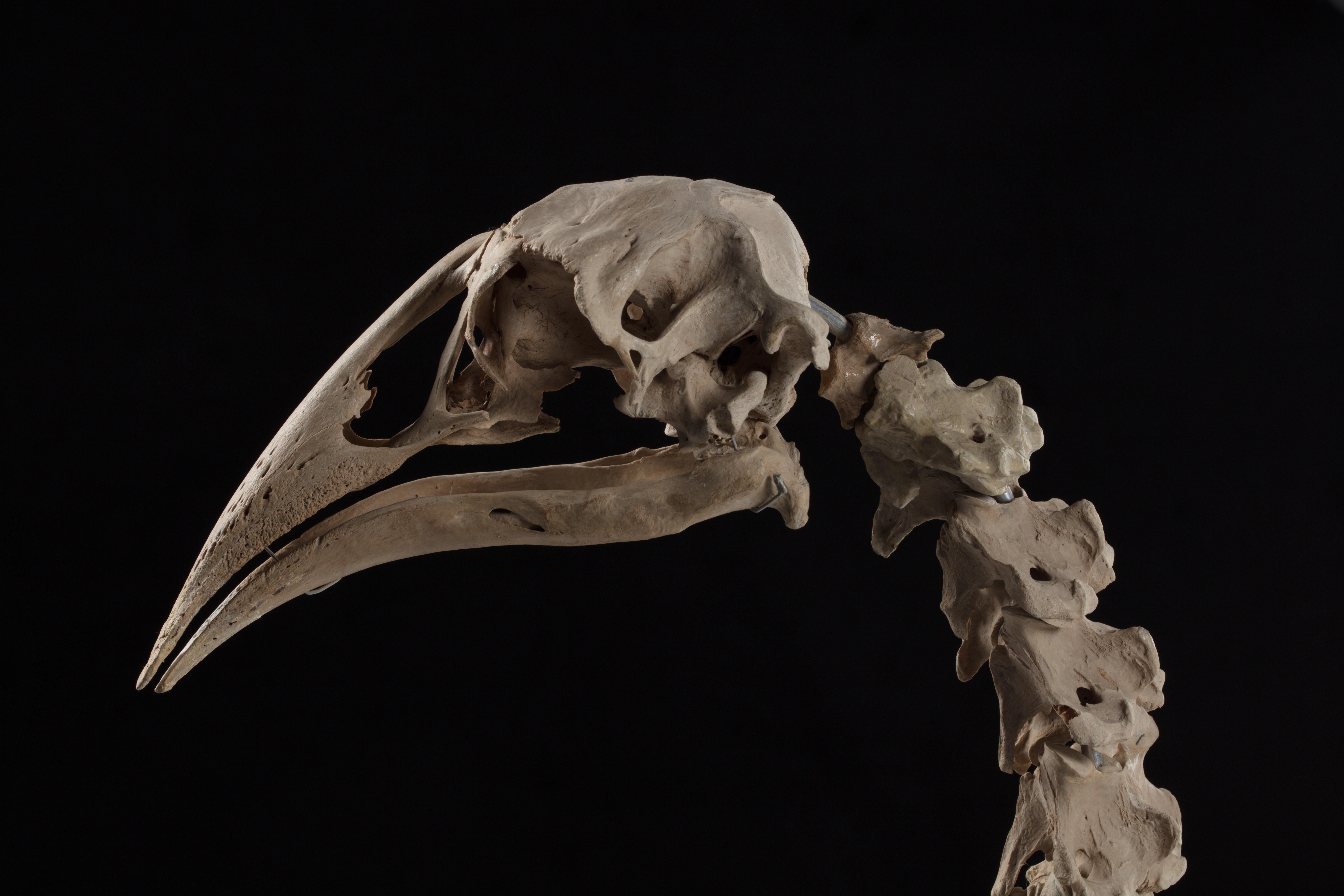
南岛镐嘴秧鸡的头骨

一项2011年的基因研究指出南岛镐嘴秧鸡应当属于鹤形目，虽然北岛镐嘴秧鸡目前没有合适的DNA材料，但这两种鸟类之间的关系显然相当之近。
2019年的两份研究更深一步的探讨了镐嘴秧鸡在鹤形目中的确切地位。 Boast等人通过对其几乎完整的线粒体DNA的分析指出，镐嘴秧鸡应当是侏秧鸡科的近亲。不久之后，Musser和Cracraft的基于形态学和分子数据的研究却指出镐嘴秧鸡应当是喇叭鸟科的近亲。作者考量了Boast等人的数据，发现支持镐嘴秧鸡是侏秧鸡近亲会比支持镐嘴秧鸡是喇叭鸟近亲多出18个步骤。

## 描述
镐嘴秧鸡长约80厘米，重约18千克，大小与小型恐鸟相似。镐嘴秧鸡有尖锐的，下弯的喙，还有强壮的双腿。它们不会飞行，下翅膀甚至比等体型的渡渡鸟还小，此外相较于其他不飞鸟类，镐嘴秧鸡的腕掌骨有着更明显的缩短。
两种镐嘴秧鸡体型差距较大，北岛镐嘴秧鸡相对南岛镐嘴秧鸡鳐更小；此外，镐嘴秧鸡的活体颜色我们尚且无法得知。

## 栖息地与行为

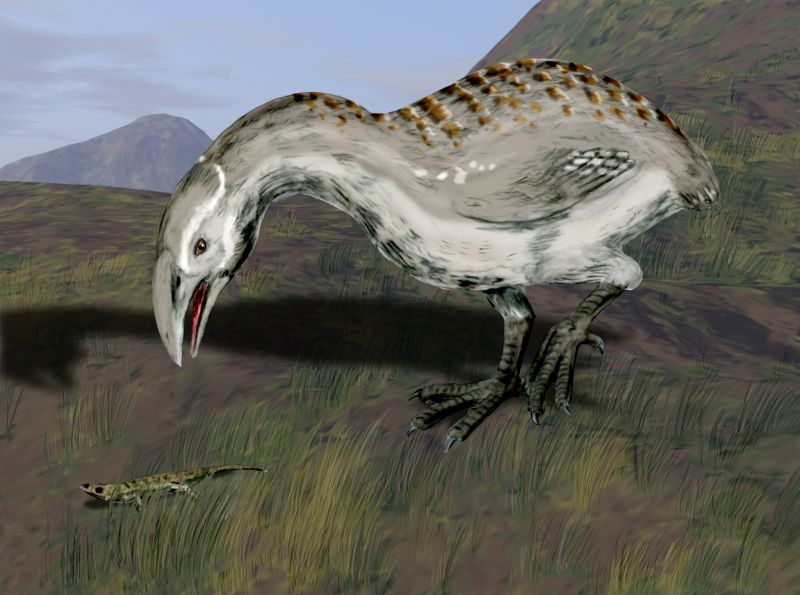
北岛镐嘴秧鸡都复原图

化石显示，镐嘴秧鸡分布于新西兰干旱的低地上。描述了这两个物种的Richard Owen认为镐嘴秧鸡应该是杂食动物，而骨骼同位素分析则证实了这一点。通过将北岛镐嘴秧鸡与恐鸟、芬施鬃林鴨和诸如裸鼻鸱的食虫动物的骨骼中13C与15N的富集程度进行对比，研究人员发现镐嘴秧鸡的营养级比食虫动物更高。 这说明镐嘴秧鸡会捕食大型无脊椎动物，蜥蜴，喙头蜥甚至小型鸟类。

## 灭绝
镐嘴秧鸡的分布远没有恐鸟广泛，但仍和其他大型鸟类一样受到波利尼西亚人的捕杀，同时与波利尼西亚人随行的波利尼西亚鼠和家犬也对镐嘴秧鸡的生存产生了巨大威胁。镐嘴秧鸡在欧洲人到来之前便已经灭绝。

## 脚注
1. ↑  Worthy, Trevor H.; Tennyson, Alan J. D.; Scofield, R. Paul. . Journal of Ornithology. 2011, 152 (3): 669–680. S2CID 37555861. doi:10.1007/s10336-011-0649-6.
2. ↑  Weber Erich, Hesse Angelika. . Courier Forschungsinstitut Senckenberg. 1995, 181: 292–301.
3. ↑  Cracraft, J.L. (1982) Phylogenetic relationships and transantarctic biogeography of some gruiform birds. Geobios 6: 393–402.
4. 1 2  Grace M. Musser; Joel Cracraft.  (PDF). American Museum Novitates. 2019, (3927): 1–70. S2CID 155704891. doi:10.1206/3927.1. hdl:2246/6937.
5. ↑  Prum, R.O.;  et al. . Nature. 2015, 526 (7574): 569–573. Bibcode:2015Natur.526..569P. PMID 26444237. S2CID 205246158. doi:10.1038/nature15697.
6. ↑  H Kuhl, C Frankl-Vilches, A Bakker, G Mayr, G Nikolaus, S T Boerno, S Klages, B Timmermann, M Gahr (2020) An unbiased molecular approach using 3’UTRs resolves the avian family-level tree of life （页面存档备份，存于）. Molecular Biology and Evolution. https://doi.org/10.1093/molbev/msaa191 （页面存档备份，存于）
7. ↑  Lanfear, R.; Bromham, L. . Molecular Phylogenetics and Evolution. 2011, 61 (3): 958–963. PMID 21835254. doi:10.1016/j.ympev.2011.07.018.
8. ↑  Alexander P. Boast; Brendan Chapman; Michael B. Herrera; Trevor H. Worthy; R. Paul Scofield; Alan J. D. Tennyson; Peter Houde; Michael Bunce; Alan Cooper; Kieren J. Mitchell. . Diversity. 2019, 11 (2): Article 24. doi:10.3390/d11020024 .
9. ↑  .   [2023-02-04]. （原始内容存档于2023-06-10）.
10. ↑  Livezey Bradley C.  (PDF). Notornis. 1994, 41 (1): 51–60. （原始内容 (PDF)存档于2007-10-26）.
11. ↑  Worthy, T. H., Richard N. Holdaway (2002):p. 212